# Carmen Nelei
 (août 2023).
Le Carmen Nelei (« Chant de Nélée ») est une œuvre littéraire latine de l'époque archaïque dont il ne reste que quelques fragments.

## Caractéristiques
Le Carmen Nelei est parmi les Carmina convivalia le seul dont les textes d'arguments épiques et légendaires étaient récités pendant les banquets dans les nobles maisons romaines en même temps que les Carmen Priami.
Par rapport aux Carmen Priami, les Carmen Nelei n'était pas composé de Vers saturniens mais de sénaires iambiques.

## Histoire
Il n'est pas possible d'établir avec certitude la date d'écriture du carmen qui doit se situer aux alentours du IIIe siècle av. J.-C. et du IIe siècle av. J.-C.[réf. nécessaire] ; il témoigne de l'existence d'une matière épique à Rome au cours de la phase pré-littéraire.
Le Carmen Nelei raconte l'histoire de deux enfants Nélée et Pélias, fils du dieu Poséidon et de la mortelle Tyro qui furent abandonnés dans les eaux d'un fleuve et sauvés par une famille de bergers qui les éleva. Une fois élevés, les deux enfants se présentèrent à leur mère et mirent fin aux mauvais traitements qu'elle était contrainte d'endurer.

## Sources
- (it) Cet article est partiellement ou en totalité issu de l’article de Wikipédia en italien intitulé « Carmen Nelei » (voir la liste des auteurs).